# Primeros viajes de exploración científica

La primera vuelta al mundo de Magallanes y Elcano (1519-1522).

La expedición Malaspina de Alejandro Malaspina (1789-1794).

La Real Expedición Filantrópica de la Vacuna del doctor Balmis (1803-1806).

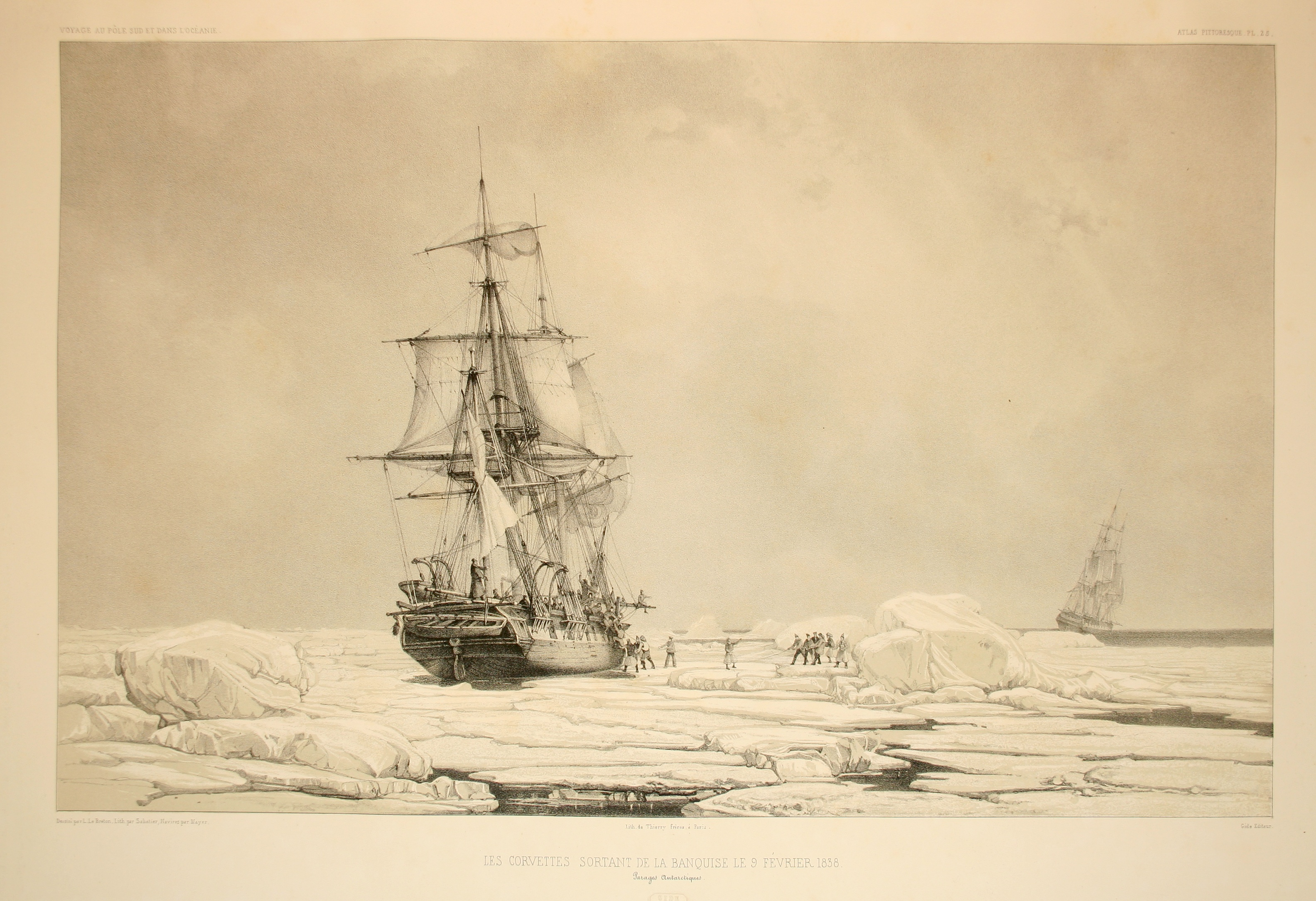
El Astrolabe y el Zélée en los hielos, en su primera tentativa al sur del cabo de Hornos.

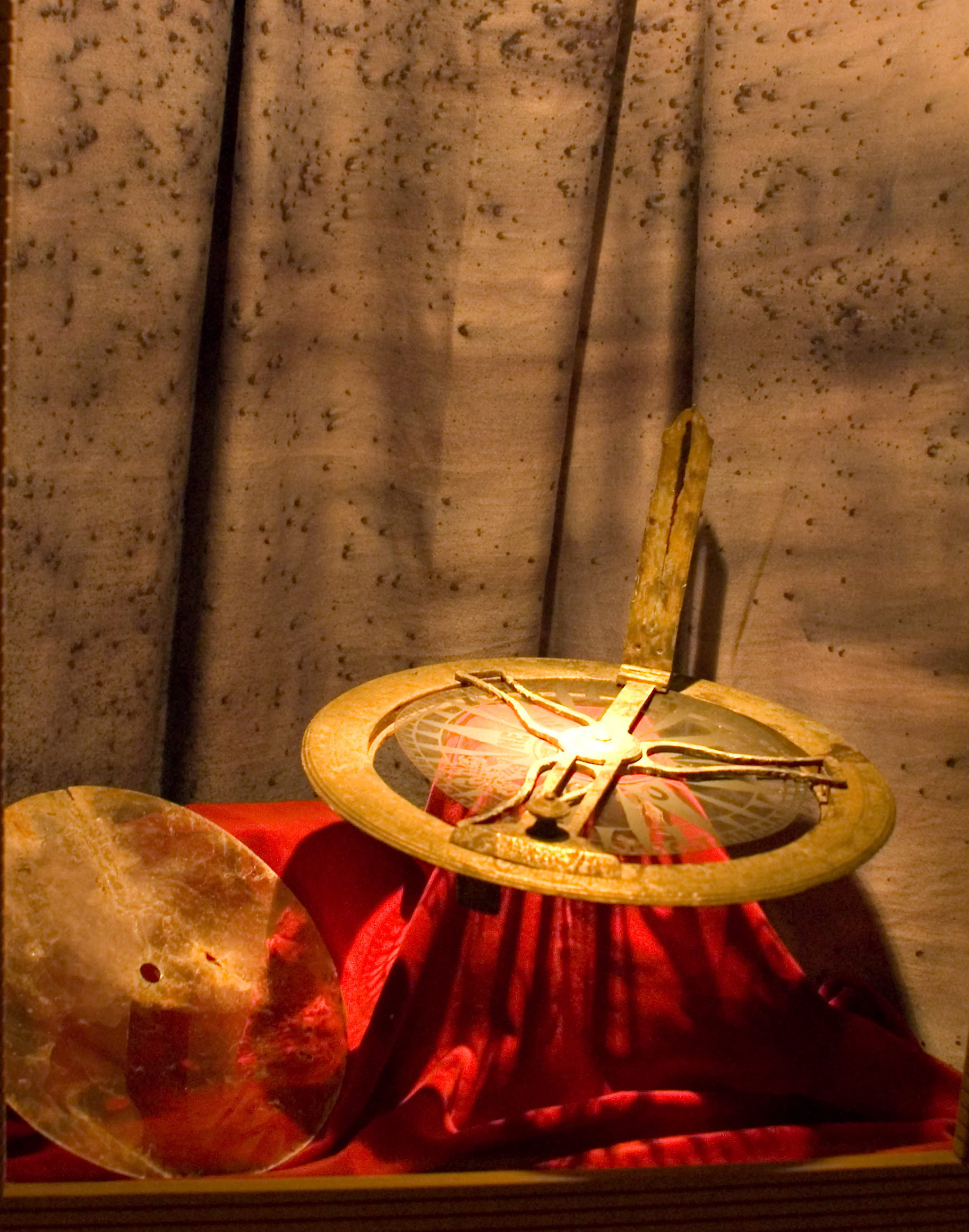
Brújula de Bearing.

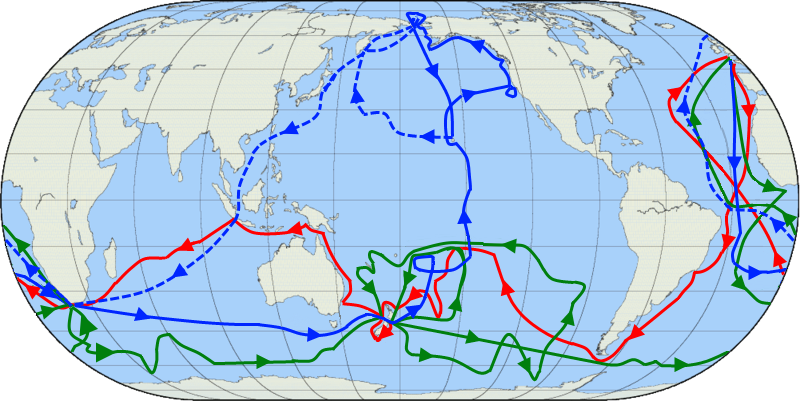
Las rutas de los viajes del capitán James Cook. El primer viaje se muestra en rojo, el segundo en verde y el tercero en azul. La ruta de la tripulación de Cook después de su muerte se muestra como una línea azul entrecortada.

El término expediciones científicas se aplica a una serie de viajes financiados por distintos países de Europa durante el siglo XVIII con el propósito de recolectar información científica, geográfica, de recursos naturales y explorar tierras y mares, en algunos casos con propósitos comerciales. Sus raíces en alguna medida se encuentran en el enciclopedismo francés. Las naciones europeas compitieron en incrementar su saber científico.
La época de los viajes de exploración científica siguió a la era de los descubrimientos y se inspiró en una nueva confianza en la ciencia y la razón que surgió en la Era de la Ilustración. La llegada de los europeos a América había abierto un escenario de grandes posibilidades y las expediciones marítimas fueron un medio para expandir los imperio coloniales, establecer nuevas rutas comerciales y extender las relaciones diplomáticas y comerciales a esos nuevos territorios. Ya con la Ilustración, la curiosidad científica se convirtió en un nuevo motivo para la exploración que se agregó a las ambiciones comerciales y políticas del pasado.
Fue la Corona Española la primera en llevar a cabo estas exploraciones a escala global, aunque posteriormente con la ayuda de las innovaciones tecnológicas (teodolito, cuadrante, cronómetro de precisión, brújula, telescopio, etcétera) y motivados por la aparición de nuevas corrientes filosóficas y científicas (Rousseau, Buffon, Darwin, entre otros) entran en escena otras potencias que aspiran capitalizar los nuevos conocimientos. Pero fue, sobre todo, a partir de mediados del siglo XVIII y durante el siglo XIX cuando se multiplicaron las expediciones de carácter predominantemente científico. Más que para descubrir nuevas tierras, esas misiones tenían por objetivo cartografiar las diferentes regiones, descubrir la fauna y la flora (la historia natural), realizar observaciones astronómicas y meteorológicas y probar nuevas teorías en la forma de calcular la longitud. También, muy a menudo, coexistían objetivos políticos, más o menos encubiertos, que buscaban establecer o fortalecer los asentamientos y colonias.[cita requerida]
Estos viajes, en general, permitieron la realización de levantamientos cartográficos, trazar nuevas rutas para el comercio marítimo, descubrir territorios, especies vegetales y animales, así como pueblos desconocidos, informar en Europa de los especímenes plantas y frutas tropicales, y hacer avanzar determinadas disciplinas (historia natural, medicina, geografía, hidrología, ictiología, oceanografía, etnología, etcétera). También permitieron establecer relaciones diplomáticas y comerciales con países fuera de la esfera de influencia europea.[cita requerida]
Entre las expediciones más destacadas se cuentan la de Magallanes y Elcano entre 1519 y 1522, la de Legazpi y Urdaneta a Filipinas entre 1564 y 1572, la de Francisco Hernández de Toledo entre 1570 y 1577, las tres realizadas por James Cook entre 1768 y 1779, la de Hipólito Ruiz López al Perú y Chile entre 1777 y 1788, la que llevó a cabo el conde de La Pérouse en el periodo que va desde 1785 a 1788, la expedición realizada entre 1789 y 1794 por Alejandro Malaspina, las realizadas por Alexander von Humboldt entre 1799 y 1804, y la Real Expedición Filantrópica de la Vacuna entre 1804 y 1806 por Balmis y Salvany. También es destacable la expedición científica compuesta por 167 hombres de ciencia que acompañó a Napoleón  Bonaparte en su Campaña napoleónica en Egipto y Siria entre 1798 y 1801.
Por lo general, en las expediciones tomaban parte un grupo de especialistas con conocimientos en diversos temas y áreas (tales como geografía, biología, botánica, astronomía, geología). Además, siempre las acompañaba un grupo de ilustradores y dibujantes, que dejaron muchos bocetos e ilustraciones de los diversos animales, paisajes y plantas que encontraban, muchos de los cuales sirvieron para completar los libros y documentos que se produjeron con los relatos de las expediciones y sus hallazgos y logros.[cita requerida]

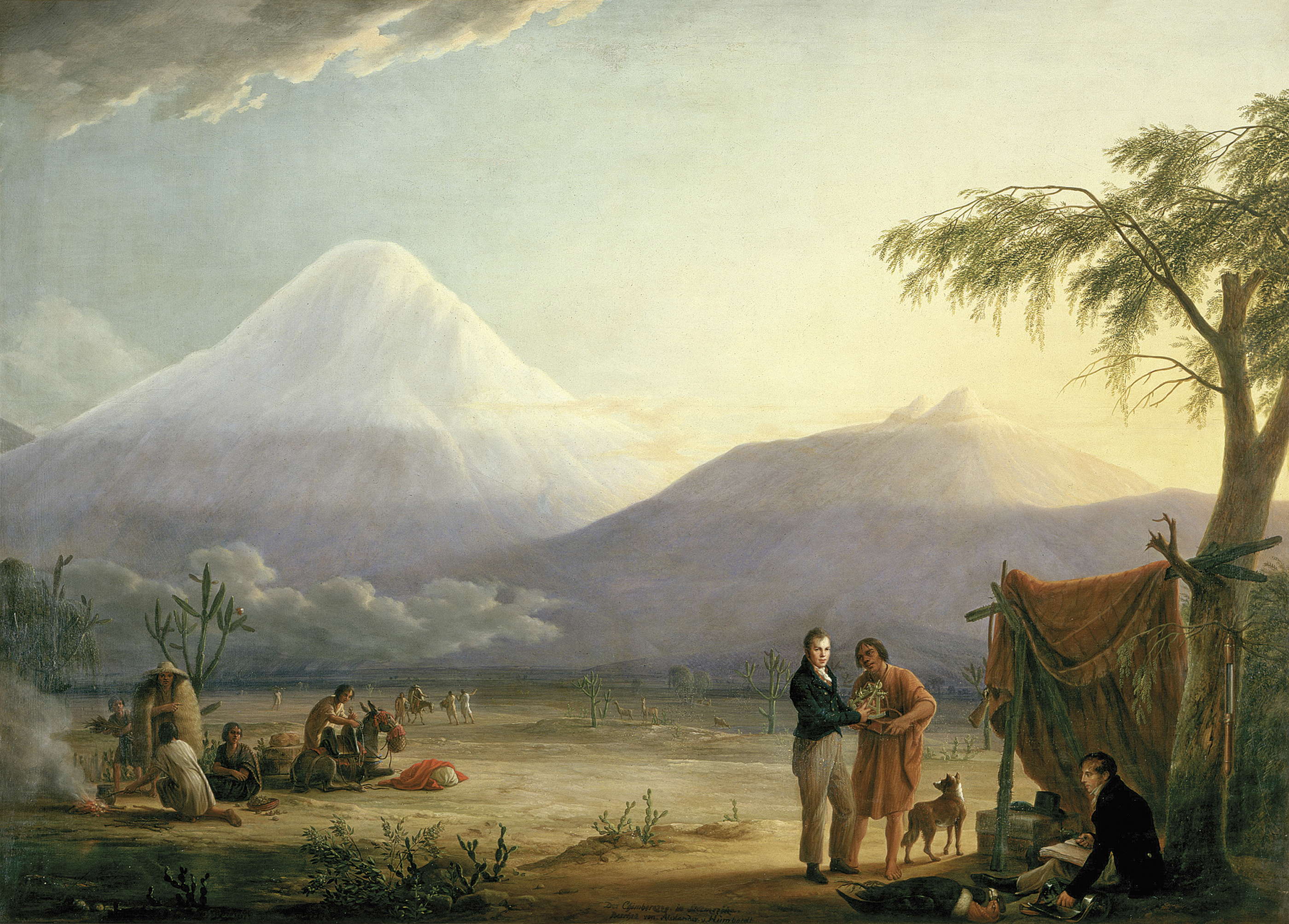
Alexander von Humboldt y Aimé Bonpland al pie del volcán del Chimborazo, en un cuadro de Friedrich Georg Weitsch (1810).

## Exploración marítima en la era del descubrimiento
Desde principios del siglo XV y hasta principios del siglo XVII, la Era de los descubrimientos abrió, a través de marinos españoles y portugueses, el sur de África, América (Nuevo Mundo), Asia y Oceanía a los ojos europeos: Bartolomé Dias había navegado alrededor del cabo del sur de África en busca de una ruta comercial a la India; Cristóbal Colón, en cuatro viajes a través del Atlántico, había preparado el camino para la colonización europea del Nuevo Mundo; Fernando de Magallanes había dirigido a la primera expedición que navegara a través de los océanos Atlántico y Pacífico para llegar a las Islas Molucas y que continuó Juan Sebastián Elcano, completando la primera circunnavegación de la Tierra. Durante el s. XVII, la primacía naval comenzó a pasar de los portugueses y españoles a los neerlandeses y luego a los británicos y franceses. La nueva era de la exploración científica comenzó a fines del siglo XVII cuando los científicos, y en particular los historiadores naturales, establecieron sociedades científicas que publicaron sus investigaciones en revistas especializadas. La Royal Society británica fue fundada en 1660 y alentó el rigor científico del empirismo con sus principios de observación y deducción cuidadosas. Las actividades de los primeros miembros de la Royal Society sirvieron como modelos para la posterior exploración marítima. Hans Sloane (1650-1753) fue elegido miembro en 1685 y viajó a Jamaica de 1687 a 1689 como médico del duque de Albemarle (1653-1688), quien había sido nombrado gobernador de Jamaica. En Jamaica, Sloane recolectó numerosos especímenes que fueron cuidadosamente descritos e ilustrados en un relato publicado de su estadía. Sloane legó su vasta colección de curiosidades y biblioteca de historia natural de más de 50 000 volúmenes encuadernados a la nación, lo que provocó el establecimiento en 1753 del Museo Británico. Sus viajes también lo convirtieron en un hombre extremadamente rico, ya que patentó una receta que combinaba la leche con la fruta de Theobroma cacao (cacao) que veía crecer en Jamaica para producir chocolate con leche. Libros de personajes sociales distinguidos como el comentarista intelectual Jean Jacques Rousseau, el director del Museo de Historia Natural de París, Georges-Louis Leclerc, conde de Buffon, y científicos-viajeros como Joseph Banks, y Charles Darwin, junto con los románticos y a menudo extravagantes relatos de viajes de intrépidos exploradores, aumentaron el deseo de los gobiernos europeos y del público en general de obtener información precisa sobre las tierras distantes recién descubiertas.
Una de las primeras expediciones francesas en las costas de África, Sudamérica y a través del Estrecho de Magallanes fue realizada por un escuadrón de hombres de guerra franceses bajo el mando de M. de Gennes en 1695-1697. El joven explorador, ingeniero e hidrógrafo francés François Froger describió esta expedición en su relación de un viaje (1699). 

## Exploración marítima en la Era de la Ilustración
En el siglo XVIII, la exploración marítima se había vuelto más segura y eficiente con innovaciones técnicas que mejoraron enormemente la navegación y la cartografía: se realizaron mejoras en el teodolito, el octante, los relojes de precisión, así como en el compás, el telescopio y las técnicas generales de construcción naval. Desde mediados del siglo XVIII hasta el siglo XIX, las misiones científicas trazaron un mapa de las regiones recién descubiertas, llevaron a Europa la fauna y la flora recién descubiertas, realizaron observaciones hidrológicas, astronómicas y meteorológicas y mejoraron los métodos de navegación. Esto estimuló grandes avances en las disciplinas científicas de historia natural, botánica, zoología, ictiología, conquiliología, taxonomía, medicina, geografía, geología, mineralogía, hidrología, oceanografía, física, meteorología, etc., todo ello contribuyendo al sentido de «mejora» y «progreso» que caracterizó la Ilustración. Se emplearon artistas para recoger paisajes y pueblos indígenas, mientras que los ilustradores de historia natural capturaron la apariencia de los organismos antes de que se deterioraran después de la recolección. Algunas de las mejores ilustraciones de historia natural del mundo se produjeron en ese momento y los ilustradores cambiaron de aficionados informados a profesionales bien adiestrados muy conscientes de la necesidad de precisión científica.
A mediados del siglo XIX, los europeos habían descubierto todas las principales masas terrestres del mundo, y la mayoría de las menores, y sus litorales habían sido cartografiados. Esto marcó el final de esta fase de la ciencia como cuando la Expedición Challenger de 1872 a 1876 comenzó a explorar las profundidades marinas más allá de una profundidad de 20 o 30 metros. A pesar de la creciente comunidad de científicos, durante casi 200 años, la ciencia había estado reservada a los aficionados adinerados, a las clases medias educadas y a los clérigos. Al comienzo del siglo XVIII, la mayoría de los viajes se organizaban y financiaban de forma privada, pero en la segunda mitad del siglo, esas expediciones científicas, como los tres viajes por el Pacífico de James Cook bajo los auspicios del Almirantazgo Británico, fueron instigadas por el gobierno. A fines del siglo XIX, cuando esta fase de la ciencia estaba llegando a su fin, fue posible vivir como un científico profesional aunque la fotografía comenzaba a reemplazar a los ilustradores. El velero exploratorio había evolucionado gradualmente hacia lo que serán los modernos buques oceanográficos. A partir de entonces, la investigación marítima en nuevas colonias europeas en América, África, Australia, India y otros lugares, se llevará a cabo por investigadores dentro de los territorios ocupados.

## Cronología de los viajes de exploración científica
| Fechas           | País            | Barcos | Miembros | Publicación | Imagen                    |
| ---------------- | --------------- | --- | --- | --- | ------------------------- |
|                  |                 | Resumen | | |                           |
| 1513-1549        | ESP             | Distintas embarcaciones | • Autor: Gonzalo Fernández de Oviedo Valdés (Madrid, 1478 – Valladolid, 1557) | Sumario de la natural historia de las Indias, Toledo, España (1526) |                           |
| 1513-1549        | ESP             | Las publicaciones de Gonzalo Fernández de Oviedo relacionadas con la historia natural de América comienzan en 1526 con el "Sumario de la natural historia de las Indias", publicado en Toledo, España. Se trata de un pequeño libro dedicado a Carlos I de España, para presentarle un adelanto de lo que iba a constituir su próxima "Historia general y natural de las Indias". El libro se divide en 86 capítulos, enfocados en su mayoría en la flora y fauna americanas. El compendio de "Historia" supone un de las primeras descripciones científicas del Mundo Natural del "Nuevo Mundo" a ojos de los españoles y europeos de la época "Moderna", tras el Renacimiento. | | |                           |
| 1519-1522        | ESP             | Trinidad, San Antonio, Concepción, Victoria y Santiago | • Capitanes: Fernando de Magallanes (1480-1521) y Juan Sebastián Elcano (1475-1526) | Colección de los viajes y descubrimientos que hicieron por mar los españoles desde fines del siglo XV: Expediciones al Maluco, viage de Magallanes y de Elcano. Volumen 4: Con varios documentos inéditos concernientes á la historia de la marina castellana y de los establecimientos españoles en Indias. Martín Fernández de Navarrete. Imprenta Nacional, 1837. Pág. LII | bgcolor=#d8d8d8 rowspan=2 |
| 1519-1522        | ESP             | La expedición de Magallanes y Elcano es una expedición marítima que tuvo lugar en el siglo XVI al mando de Fernando de Magallanes y, tras su muerte en Filipinas, de Juan Sebastián Elcano. La expedición, financiada por la Corona de España, es la primera circunnavegación de la Tierra en la historia. Por ello, El rey Carlos I de España le concedió a Juan Sebastián Elcano una renta anual de 500 ducados en oro y, como escudo, una esfera del mundo con la leyenda en latín: Primus circumdedisti me ("El primero que me circundaste"). El viaje demostró que navegando únicamente hacia occidente, se volvía al punto de partida tras circunnavegar el globo. | | | bgcolor=#d8d8d8 rowspan=2 |
| 1568-1569        | ESP             | Los Reyes Todos los Santos | • Capitanes: Pedro Sarmiento de Gamboa (1530-1592), Nao capitana, Los Reyes Álvaro de Mendaña (1541-1595) | |                           |
| 1568-1569        | ESP             | La primera expedición española a las islas Salomón fue uno de los dos viajes de Álvaro de Mendaña al océano Pacífico con el objetivo de encontrar el imaginario y mítico continente del sur, la Terra Australis Incognita. En esta expedición se descubrió el archipiélago de las islas Salomón el 1 de febrero de 1568 y se exploró gran parte del archipiélago hasta que partieron el 11 de agosto de 1568 hacia el virreinato del Perú, llegando a El Callao (Perú) el 22 de julio de 1569. Durante el viaje de vuelta se descubrieron numerosas islas en los actuales archipiélagos de Kiribati, Tuvalu y las islas Marshall visitando y obteniendo reconocimiento de algunas de ellas. | | |                           |
| 1603             | ESP             | Jesús María N.ª S.ª de la Visitación N.ª S.ª de las Mercedes | • Explorador: Gabriel de Castilla (1577-ca. 1620) | |                           |
| 1603             | ESP             | Gabriel de Castilla, navegante y explorador español, al que se atribuye el descubrimiento, a comienzos del siglo XVII, de la MUG (Macro Unidad Geográfica) llamada actualmente Antártida o Antártica. Su contribución al conocimiento geográfico antártico fue ignorada mucho tiempo y sólo en el último tercio del siglo XVIII pasó a ser tenida en cuenta. | | |                           |
| 1735-1739        | FRA             | El Conquistador e Incendio (Esp-Col) Portefaix (Fra-Col) San Cristóbal (Col-Ecu) N.ª S.ª de Belén y Rosa (Ecu-Chi, y vuelta) Liz, N.ª S.ª de la Deliberanza, Luis Erasmo, Marquesa de Antin (Ecu-Fra, en un convoy de 53 barcos). | • Astrónomos: Charles Marie de La Condamine (1701-1774), Pierre Bouguer (1698-1758) y Louis Godin (1704-1760) • Geógrafos: Jorge Juan y Santacilla (1713-1773), Antonio de Ulloa (1716-1795) y Pedro Maldonado (1704-1748) • Asistentes: Joseph de Jussieu (1704-1779) y Jean Godin (1713-1792) | Jorge Juan y Ulloa: Relación histórica del viaje a la América meridional (1748); Bouguer: Figure de la terre determine (1749); La Condamine: Journal du voyage (1751); Florence Trystram: Le procès des étoiles (1735-1771) ISBN 978-2-232-11862-3. |                           |
| 1735-1739        | FRA             | La misión geodésica francesa fue una expedición a lo que ahora es Ecuador que se llevó a cabo con el propósito de medir la redondez de la Tierra y medir la longitud de un grado de latitud en el Ecuador terrestre. La misión fue una de las primeras misiones geodésicas llevadas a cabo bajo los principios científicos modernos, y la primera expedición científica internacional importante. | | |                           |
| 1764-1766        | RU              | HMS Dolphin | • Capitán: John Byron (1723-1786) | Byron, A Voyage round the World (Londres, 1767) |                           |
| 1764-1766        | RU              | Es considerada la primera expedición científica realizada por la Royal Navy y su propósito principal era el descubrimiento de nuevas tierras en el sur del océano Atlántico. Durante este viaje se descubrieron varias islas del archipiélago Tuamotu. | | |                           |
| 1766-1768        | RU              | HMS Dolphin HMS Swallow | • Capitán: Samuel Wallis (1728-1795) (líder de la expedición), Philip Carteret (1733-1796) (HMS Swallow) • Segundo teniente: Tobias Furneaux (1735-1781) | |                           |
| 1766-1768        | RU              | Viaje alrededor del mundo. Partieron de Plymouth en agosto de 1766 y ambos barcos franquearon el estrecho de Magallanes en diciembre de 1766, pero poco después conflictos entre los capitanes provocaron su separación. El HMS Dolphin llegó a Tahití en junio de 1767. La misión de Wallis estudió las costumbres de los polinesios y reanudó el camino de regreso un mes más tarde, alcanzó Batavia (hoy Yakarta), en las Indias Orientales Neerlandesas y regresó a Londres en mayo de 1768.Por su parte, Carteret a bordo del HMS Swallow exploró y estudió las islas Salomón, la Nueva Irlanda (ahora parte de Papúa Nueva Guinea) y las islas del archipiélago de Indonesia (Célebes incluida). La expedición también se detuvo en Batavia, de junio a septiembre de 1768, y regresó a Londres en marzo de 1769. | | |                           |
| 1766             | RU              | HMS Niger | • Capitán: Sir Thomas Adams?) • Teniente de navío: Constantine Phipps • Naturalista: Joseph Banks | | -                         |
| 1766             | RU              | Exploraron la isla de Terranova y la península del Labrador. | | | -                         |
| 1766-1769        | FRA             | La Boudeuse L'Étoile | • Capitanes: Louis Antoine de Bougainville (1729-1811) líder de la expedición, Nicolas Pierre Duclos-Guyot (La Boudeuse), Francois Chenard de la Giraudais (1727-1775) (L'Étoile) • Naturalista: Philibert Commerson (1727-1773) • Astrónomo: Pierre-Antoine Véron (1736-1770) • Cartógrafo: Charles Routier de Romainville (1742-1792?) | Bougainville, Voyage autour du monde]par la frégate du roi la Boudeuse et la flûte l'Étoile, en 1766, 1767, 1768 et 1769 (París, 1771) |                           |
| 1766-1769        | FRA             | Ordenado por Luis XV, fue la primera circunnavegación hecha por franceses. El descubrimiento y la descripción de Tahití, realizada por Bougainville en su cuaderno de viaje, tuvo gran impacto en los filósofos de la Ilustración y, en particular en Rousseau (1712-1778). Este proyecto fue un viaje largamente organizado por Bougainville, que recibió el apoyo de personalidades eminentes de su tiempo como Charles de Brosses (1709-1777), Georges-Louis Leclerc de Buffon (1707-1788), Pierre Louis Moreau de Maupertuis (1698-1759) y Joseph Jérôme Lefrançois de Lalande (1732-1807). El objetivo de la expedición era descubrir nuevas tierras disponibles para la colonización, abrir una nueva ruta para llegar a China, encontrar nuevos mercados para la Compañía francesa de las Indias Orientales, y finalmente, descubrir especies aclimatables para la isla de Francia. Verón murió en las Filipinas, Commerson, permaneció en la isla de Francia y murió unos años después. Sus notas y las muestras están dispersas y en parte perdidas. Buffon utilizó algunas partes en su Histoire naturelle. | | |                           |
| 1768-1771        | RU              | HMB Endeavour | • Capitán: James Cook (1728-1779) • Naturalistas: Sir Joseph Banks (1743-1820) y Daniel Solander (1733-1782) • Astrónomo: Charles Green (1735-1771) • Dibujante: Sydney Parkinson (1745-1771) | A Journal of a voyage round the world [Texte imprimé], in His Majesty's ship Endeavour, in the years 1768, 1769, 1770, and 1771… to which is added, a Concise vocabulary of the language of Otahitee (Londres, 1771). La identidad del o de los autores de este relato es controvertido, ya que diferentes autores lo atribuyen a Cook, o a Banks, o a Solander, así como a otros oficiales que participaron en el viaje. John Hawkesworth (v. 1715-1773) fue encargado por el Almirantazgo para hacer una síntesis de varias expediciones con el título de An Account of the Voyages undertaken… for making discoveries in the Southern Hemisphere and performed by Commodore Byrone John Byron, Captain Hallis, Captain Carteret and Captain Cook (from 1702 to 1771) drawn up from the Journals… (Londres, tres vols., 1773) |                           |
| 1768-1771        | RU              | Se hicieron muchas observaciones en el viaje como el tránsito de Venus alrededor del Sol (1769), el descubrimiento de nuevas islas en las Tuamotu y las islas de la Sociedad, la primera circunnavegación de Nueva Zelanda, la costa este de Australia en Botany Bay (1770). | | |                           |
| 1771-1772        | FRA             | Isle de France Le Nécessaire | • Capitanes: Chevalier de Coëtivi (Isle de France) y M. Cordé (Le Nécessaire). • Naturalista: Pierre Sonnerat (1748-1814) | P. Sonnerat, Voyage à la Nouvelle-Guinée, dans lequel on trouve la description des lieux, des observations physiques et morales, et des détails relatifs à l'histoire naturelle… (París, 1776) | -                         |
| 1771-1772        | FRA             | El objetivo de este viaje fue recolectar pies de las especias para garantizar la producción en la isla de Francia (ahora Mauricio), con el fin de eludir el monopolio del comercio con los holandeses. | | | -                         |
| 1771-1772        | FRA             | La Fortune Le Gros-Ventre | • Capitanes: Yves Joseph de Kerguelen-Trémarec (1734-1797) y Louis Aleno de Saint-Aloüarn (1738-1772) | Kerguelen, Relation de deux voyages dans les Mers australes & des Indes, faits en 1771, 1772, 1773 & 1774, París, 1782 | -                         |
| 1771-1772        | FRA             | Expedición de exploración del sur del océano Índico y las rutas marítimas a la India y también de busca del continente austral en los mares antárticos, en la que se descubrieron las islas Kerguelen y en la que uno de los barcos, el Gros Ventre al mando de Saint-Aloüarn, logró alcanzar la costa australiana, realizando la reclamación formal de soberanía en nombre del rey Luis XV. | | | -                         |
| 1772             | RU              | Sir Lawrence | Sir Joseph Banks (1743-1820), Daniel Solander (1733-1782) y John Gore | | -                         |
| 1772             | RU              | Exploró las islas a lo largo de la costa oeste de Escocia y Islandia. | | | -                         |
| 1772-1775        | RU              | HMS Resolution HMS Adventure | • Capitanes: James Cook (1728-1779) (HMS Resolution) jefe de la expedición, Charles Clerke y Tobias Furneaux (1735-1781) (HMS Adventure). • Cirujano-naturalista: William Anderson (1750-1788). • Naturalistas: Johann Reinhold Forster (1729-1798), Georg Forster (1754-1794) y Anders Sparrman (1748-1820) • Astrónomo: William Wales (ca. 1734-1798) • Téngase en cuenta la presencia a bordo como miembro de la tripulación de George Vancouver que se convertirá en un famoso explorador | Cook, como ambos Forster, publicó un relato de este viaje. |                           |
| 1772-1775        | RU              | Segundo viaje alrededor del mundo de Cook. Visitó de nuevo Nueva Zelanda, recorrió la Antártida y descubrió muchas islas en el Pacífico. El sueco Sparrman se embarcó en una escala en Ciudad del Cabo. | | |                           |
| 1773-1774        | FRA             | Le Roland L'Oiseau | • Capitán: Yves Joseph de Kerguelen-Trémarec • Naturalista: Jean-Guillaume Bruguière • Astrónomo: Joseph Lepaute Dagelet | | -                         |
| 1773-1774        | FRA             | Exploración del sur del océano Índico | | | -                         |
| 1773-1774        | RU              | HMS Racehorse HMS Carcass | • Capitán: Constantine John Phipps (1744-1792) • Médico-naturalista: Irving • Astrónomo: Israel Lyons (1739-1775) | Phipps, A Voyage towards the North Pole undertaken… (1774) |                           |
| 1773-1774        | RU              | Exploración británica destinada a explorar el océano Ártico. Ambos barcos llegaron al archipiélago de Svalbard y las Siete Islas (islas Sjuøyane) antes de regresar a causa del hielo. Horatio Nelson iba en este viaje. | | |                           |
| 1773-1774        | FRA             | Le Roland L'Oiseau | • Capitán: Yves Joseph de Kerguelen-Trémarec • Naturalista: Jean-Guillaume Bruguière • Astrónomo: Joseph Lepaute Dagelet | | -                         |
| 1773-1774        | FRA             | Exploración del sur del océano Índico | | | -                         |
| 1776-1780        | RU              | HMS Resolution HMS Discovery | •Capitanes: James Cook (1728-1779) (HMS Resolution) y Charles Clerke (1741-1779) (HMS Discovery) • Cirujanos-naturalistas: William Anderson (1750-1788) y William Ellis (1747-1810) • Astrónomo: Joseph Billings • Ilustrador: John Webber (1750-1793) | |                           |
| 1776-1780        | RU              | El tercer viaje del capitán Cook tenía por objetivo descubrir el Paso del Noroeste a través del estrecho de Bering. Cook fue asesinado en el archipiélago de Hawái. En el viaje iba a bordo como miembro de la tripulación George Vancouver, que se convertirá en un famoso explorador. | | |                           |
| 1773-1774        | RU              | HMS Racehorse HMS Carcass | • Capitán: Constantine John Phipps (1744-1792) • Médico-naturalista: Irving • Astrónomo: Israel Lyons (1739-1775) | Phipps, A Voyage towards the North Pole undertaken… (1774) |                           |
| 1773-1774        | RU              | Exploración británica destinada a explorar el océano Ártico. Ambos barcos llegaron al archipiélago de Svalbard y las Siete Islas (islas Sjuøyane) antes de regresar a causa del hielo. Horatio Nelson iba en este viaje. | | |                           |
| 1783-1817        | ESP             | | • Jefe científico: José Celestino Mutis (1732-1808), • Naturalistas: Eloy Valenzuela, Sinforoso Mutis, Francisco Antonio Zea, Juan Bautista Aguilar, Jorge Tadeo Lozano y, principalmente Francisco José de Caldas • Dibujantes: Pablo Antonio García, Francisco Javier Matís, Salvador Rizo, Antonio, Nicolás y Javier Cortés y Alcocer, Vicente Sánchez, José Manuel Martínez, etc. | Flora de la Real Expedición Botánica del Nuevo Reino de Granada: (1783-1816) / promovida y dirigida por José Celestino Mutis; publicada bajo los auspicios de los Gobiernos de España y de Colombia [merced a la colaboración de los Institutos de Cultura Hispánica de Madrid y Bogotá y el Real Jardín Botánico de Madrid; coordinación técnica y redacción científica Antonio González Bueno; fotografía Pablo Linés].-- Madrid: Ediciones Cultura Hispánica (1954) |                           |
| 1783-1817        | ESP             | La Expedición, dirigida por el español José Celestino Mutis (1732-1808) se inició oficialmente 1783, y se prolongó durante treinta y cuatro años, en los que abarcó unos 8000 km² de territorio colombiano en torno al río Magdalena. Fue la más dilatada en el tiempo de entre las que organizó la Corona española durante los siglos XVIII y XIX, y formó a toda una generación de naturalistas y botánicos criollos, entre los que destacaron Eloy Valenzuela, Sinforoso Mutis, Francisco Antonio Zea, Juan Bautista Aguilar, Jorge Tadeo Lozano y, principalmente Francisco José de Caldas. La expedición tuvo dos sedes: entre 1783 y 1791 la base se localizó en Mariquita, cerca del Real de Minas de Santa Ana, hasta que en 1792 se trasladó a Santa Fe, donde a la muerte de su director en 1808, contaba con una nómina de treinta y cinco personas. Las labores expedicionarias serían continuadas por sus discípulos hasta 1816. En 1817 los materiales de la expedición fueron traslados a la Península. Entre muchos descubrimientos y descripciones destaca el descubrimiento de la quina.            | | |                           |
| 1785-1788        | FRA             | La Boussole L'Astrolabe | • Capitán: Jean-François de La Pérouse (1741-1788) (La Boussole) y Paul-Antoine-Marie Fleuriot de Langle (1744-1787) (L’Astrolabe) • Ingeniero jefe: Paul Mérault Monneron (1748-1788) • Geólogo: Robert de Lamanon (1752-1787) • Artistas: tío y sobrino Prevost, Duché De Vancy • Naturalistas: Jean André Mongez (1751-v. 88) • Intérprete de ruso: Barthélémy de Lesseps (1766-1834) desembarcado en Petropavlovsk y encargado de llevar a Francia el diario de navegación, mapas y dibujos del viaje. | Desaparecidos |                           |
| 1785-1788        | FRA             | El rey Luis XVI de Francia estaba muy interesado en los viajes realizados por los británicos, y confió al conde de La Perouse la dirección de un viaje de circunnavegación. Los métodos de Cook para erradicar el escorbuto se aplicaron con éxito. Lamanon y doce miembros de la expedición fueron masacrados por los nativos de Nuevas Hébridas mientras buscaban en tierra agua dulce. Ambos barcos desaparecieron en las islas Salomón, en Vanikoro, durante una violenta tormenta. | | |                           |
| 1785-1788        |                 | King George | Capitán: Woodcock | |                           |
| 1785-1788        | Vuelta al mundo | | | |                           |
| 1785-1794        | RUS             | Slava Rossy | • Capitán: Joseph Billings (v. 1758-1806) • Naturalistas: Carl Heinrich Merck y Carl Krebs • Cirujanos-naturalistas: Michael Robeck y Peter Allegretti • Cartógrafo: Gavriil Sarytchev | Billings, An Account of a Geographical and Astronomical expedition to the Northern parts of Russia (1802); Peter Simon Pallas (1741-1811), Zoographia Rosso-Asiatica (1811) |                           |
| 1785-1794        | RUS             | Esta expedición rusa fue comandada por Billings, el astrónomo británico durante el tercer viaje de Cook. El viaje, que duró más de diez años, trató de descubrir el Paso del Noroeste, ya buscado sin éxito por Cook. | | |                           |
| 1787-1803        | ESP             | | • Científicos: José Mariano Mociño (1757–1820), Martín de Sessé (1751–1808) • Dibujantes: Vicente de la Cerda y Atanasio Echeverría y Godoy, de la Academia de San Carlos • Botánicos: Vicente Cervantes, Juan Diego del Castillo (a cuya memoria se denominó al hule Castilloa elastica), José Longinos Martínez, José Maldonado | La Real Expedición Botánica a Nueva España de José Mariano Mociño y Martín de Sessé, 12 vols., siglo XXI Editores y UNAM (Universidad Nacional Autónoma de México), 2010 |                           |
| 1787-1803        | ESP             | La Real Expedición Botánica a Nueva España fue una de las más complejas entre las muchas expediciones científicas que organizó la Corona española durante el siglo XVIII, por la duración, por la extensión de sus recorridos y por la extraordinaria calidad y cantidad de los materiales que se reunieron. Esta expedición marca el inicio del conocimiento de la diversidad vegetal y animal de México y áreas aledañas. El objetivo de la expedición fue recolectar y describir las plantas propias de Nueva España, confeccionar herbarios y realizar dibujos (realizados por dos jóvenes pintores, Vicente de la Cerda y Atanasio Echeverría y Godoy, de la Academia de San Carlos). Del material se hicieron duplicados, tanto por seguridad como para proveer dos colecciones, una para México y otra para Madrid adonde, además, se enviaron plantas vivas y semillas. En total se registraron 797 géneros y 1327 especies de plantas con semilla, además de 7 criptógamas. | | |                           |
| 1789-1794        | ESP             | Descubierta Atrevida | • Capitanes: Alejandro Malaspina (1754-1810) (Descubierta) y José de Bustamante y Guerra (1759-1825) (Atrevida) • Naturalistas: Antonio Pineda y Ramírez (1751-1792), Thaddäus Haenke (1761-1817), Luis Née (v. 1789-1794) y Tomas de Suria • Artista: José del Pozo y José Guío | Pedro de Novo y Colson (1846-1931), Viaje político-científico alrededor del mundo: por las corbetas Descubierta y Atrevida al mando de los capitanes de navío D. Alejandro Malaspina y Don José de Bustamante y Guerra, desde 1789 á 1794 (Madrid, 1885). |                           |
| 1789-1794        | ESP             | Este viaje español alrededor del mundo exploró las costas de las posesiones del reino en América y Alaska, buscando siempre el Paso del Noroeste. Más de 70 cajas que contenían especímenes de historia natural fueron enviadas a Madrid. Con el regreso de la expedición, el capitán Malaspina se vio obligado a exiliarse a causa de sus ideas: sugirió que España abandonase la dominación militar de sus colonias a favor de una federación. El diario científico llevado durante el viaje se perdió y se reencontró en 1885. | | |                           |
| 1790-1791        | FRA             | La Solide | • Capitán: Étienne Marchand | Fleurieu: Voyage d'Étienne Marchand |                           |
| 1790-1791        | FRA             | El viaje del Solide, poco conocido, sin embargo, fue una de las circunnavegaciones culminadas con éxito en el siglo XVIII. Fletado por armadores privados, tenía como fin obtener beneficios lucrativos: el comercio de pieles entre la costa noroeste de Estados Unidos y la China. Comercialmente, fue un fracaso aunque fue un valioso testimonio de la vida de los polinesios y los nativos americanos de la época y contribuyó al conocimiento de las islas Marquesas y también cartografió con precisión algunas zonas de la costa Noroeste de América del Norte (isla Graham). | | |                           |
| 1791-1794        | FRA             | La Recherche L'Espérance | Capitanes: Bruni d'Entrecasteaux (1737-1793) (La Recherche) y Jean-Michel Huon de Kermadec (1748-1893) (L'Espérance) • Naturalistas: Jacques-Julien Houtou de La Billardière (1755-1834), Claude Antoine Gaspard Riche (1762-1898), Jean Blavier (1764-1828), le père Louis Ventenat (1765-1794) y Louis Auguste Deschamps (1765-1842) • Hidrógrafo: Charles-François Beautemps-Beaupré (1766-1854) • Jardinero: Felix De Lahaye (o Félix Lahaie) (?-1819 o 1820) • Artista: Piron (?-1796) | La Billardière, Relation du voyage à la recherche de La Pérouse, fait par ordre de l'Assemblée constituante pendant les années 1791, 1792 et pendant la 1{e et la 2e année de la République françoise (París, 1799) ; Élisabeth de Rossel Voyage de d'Entrecasteaux, envoyé à la recherche de Lapérouse, 2 vols., 1809 |                           |
| 1791-1794        | FRA             | El propósito principal de este viaje era encontrar los dos barcos comandados por Jean-François de La Pérouse (1741-1788) y cuyo paradero se desconocía. La parte sur de Tasmania y Australia. El capitán Kermadec murió en mayo de 1793, el capitán D'Entrecasteaux en julio de ese año. La expedición quedó al mando de Élisabeth de Rossel, de ideología realista, quien al enterarse de El Terror que reinaba en Francia, prefirió trasladarse a las colonias holandesas. La tripulación fue detenida y las colecciones de historia natural recolectadas durante la expedición fueron ofrecidas por los holandeses a los británicos. Estas fueron, por petición expresa de sir Joseph Banks, devueltas a Francia. | | |                           |
| 1791-1793        | RU              | HMS Providence HMS Assistant | • Capitán: William Bligh (1754-1817) • Cirujanos-naturalistas: Thomas Dancer (v. 1750-1811) | |                           |
| 1791-1793        | RU              | La Sociedad de Artes ofreció una recompensa de cincuenta libras a quién llevase a Londres el mayor número de plantas, incluyendo varios ejemplares de al menos una especie del fruto del árbol del pan, ejemplares vivos y que pudieran ser replantados. El viaje emprendido fue un éxito porque la Royal Botanic Gardens, Kew recibió 1 283 plantas de variedades de manzanas, peras, naranjas y mangos. Además de sus muestras, la expedición hizo numerosas observaciones y levantamientos cartográfícas en los Mares del Sur. | | |                           |
| 1791-1795        | RU              | HMS Discovery HMS Chatham | • Capitanes: George Vancouver (1757-1798) (Discovery) y William Robert Broughton (1763-1822) • Naturalista: Archibald Menzies (1754-1842) • Médico-naturalista: Alexander Cranstoun | |                           |
| 1791-1795        | RU              | Estas embarcaciones partieron del oeste de Canadá para desalentar la expansión española en California. La costa suroeste de Australia fue estudiada y luego la costa de América del Norte de la Baja California hasta la ensenada de Cook de Alaska. El naturalista a bordo era botánico y no se interesó por los animales salvo excepcionalmente. | | |                           |
| 1800-1804        | FRA             | Le Géographe Le Naturaliste | • Capitanes: Nicolas Thomas Baudin (1754-1803) (Le Géographe) y Jacques Félix Emmanuel Hamelin (1768-1839) (Le Naturaliste) • Médico, cirujano y biólogo: Pierre François Keraudren (1769-1858) (Le Géographe) • Naturalistas: Jean-Baptiste Leschenault de la Tour (1773-1826), René Maugé de Cely, Stanislas Levillain (1774-1801), François Péron (1775-1810), Jean-Baptiste Bory de Saint-Vincent (1778-1846) (abandonó la expedición en Mauricio), Désiré Dumont, André Michaux (1746-1803) • Artista: Charles-Alexandre Lesueur (1778-1846) asistido por Nicolas-Martin Petit (1777-1804) • Astrónomos: Pierre-François Bernier (1779-1803) y Frédéric de Bissy (1768-1803) • Cartógrafo: Charles-Pierre Boullanger • Mineralólogo: Louis Depuch, Joseph Charles Bailly | Péron, Voyage de découverte aux terres australes (tres vols., París, 1807-16); numerosas especies de pájaros fueron descritas por Louis Pierre Vieillot (1748-1831) en el Nouveau dictionnaire d'histoire naturelle (1816-19). |                           |
| 1800-1804        | FRA             | Viaje esencialmente político: se trataba de establecer una posición permanente en los mares del Sur antes que los británicos. Permitió cartografíar las costas de Australia y Nueva Guinea. Baudin murió en Isla de Francia (actual Mauricio) en 1803, otro naturalista en la isla de Timor, dos naturalistas más prefirieron quedarse en Mauricio, dos astrónomos murieron de disentería. Perón, ayudado por su amigo Lesueur, logró reunir una colección zoológica de más de 100 000 especímenes. El Naturalist retornó a Francia en 1803 con una parte de las colecciones. El capitán Baudin compró entonces en Port Jackson una goleta, la Casuarina. Baudin murió en Mauricio en 1803 y fue sustituido por Pierre Bernard Milius (1773-1829). | | |                           |
| 1801-1803        | RU              | HMS Investigator | • Capitán: Matthew Flinders (1774-1814) • Naturalista: Robert Brown (1773-1858) • Médico-naturalista: Hugh Bell. • Mineralólogo: John Allen • Astrónomo: John Crosley • Artistas: Ferdinand Bauer (1760-1826) y William Westall (1781-1850) | Flinders, A Voyage to Terra Australis, undertaken for the purpose of completing the discovery of that vast country and prosecuted in the years 1801, 1802 and 1803… (dos vols., 1814) | -valign=top               |
| 1801-1803        | RU              | Fue la primera verdadera circunnavegación de Australia. El trabajo científico se interrumpió debido a daños en el HMS Investigator. Numerosos ejemplares fueron transferidos al HMS Porpoise se perdieron cuando se hundió. El naturalista Brown y los ilustradores Bauer y Westall se quedaron de forma permanente en Australia. Las observaciones de Brown sobre la flora de este continente permitieron hacer grandes progresos en la botánica. | | | -valign=top               |
| 1803-1814        | ESP             | María Pita Magallanes | • Director científico: Francisco Javier de Balmis y Berenguer (Alicante, 2 de diciembre de 1753 – Madrid, 12 de febrero de 1819) | Romay, Tomás (1805): Memoria sobre la introducción y progresos de la vacuna en la isla de Cuba. La Habana |                           |
| 1803-1814        | ESP             | La Real Expedición Filantrópica de la Vacuna, conocida como Expedición Balmis en referencia al médico español Francisco Javier Balmis, fue una expedición de carácter filantrópico que dio la vuelta al mundo y duró desde 1803 hasta 1814. Su objetivo era en principio que la vacuna de la viruela alcanzase todos los rincones del Imperio español, ya que la alta mortandad del virus estaba ocasionando la muerte de miles de niños. El rey Carlos IV apoyó y sufragó con fondos públicos al médico de la corte, el doctor Balmis, en su idea de una vacunación masiva de niños a lo largo del Imperio, ya que su propia hija, la infanta María Teresa, había sufrido la enfermedad. La expedición salió del puerto de La Coruña un 30 de noviembre de 1803. Se considera la primera expedición sanitaria internacional de la historia. | | |                           |
| 1803-1806        | RUS             | Nadezhda (Esperanza) Neva | • Capitanes: Adam Johann von Krusenstern (1770-1846) (Nadezhda) y Yuri Lisiansk (Neva) • Naturalista: barón Georg Heinrich von Langsdorff (1774-1852) • Médico-naturalista: Wilhelm Gottlieb von Tilesius von Tilenau (1769-1857) | Langsdorff, Bemerkungen auf einer Reise um die Welt in den Jahren 1803 bis 1807, von G. H. von Langsdorff,… (Fráncfort-sur-le-Main, dos vols., 1812) |                           |
| 1803-1806        | RUS             | Este es el primer viaje alrededor del mundo realizado por los rusos. Su propósito era establecer un vínculo entre las posesiones rusas en América y Rusia, la entrega de bienes a los asentamientos que hasta ese momento se hacían a través de Siberia (el viaje duraba alrededor de dos años). El segundo objetivo era establecer relaciones comerciales y diplomáticas con Japón, pero sin éxito, el equipo fue consignado durante cinco meses antes de ser enviado a la flota, incluso los presentes del emperador Alejandro I de Rusia (1777-1825). Los barcos exploraron las Islas Aleutianas, la isla de Sajalín y descubrieron la boca del río Amur. También visitaron las islas Marquesas y Hawái. El barón de Langsdorff abandonó la expedición en 1805 para explorar el interior de Alaska y California. Trece casos de especímenes de historia natural fueron enviados a la Academia de Ciencias de San Petersburgo. | | |                           |
| 1815-1818        | RUS             | Rurik | • Capitán: Otto von Kotzebue (1787-1846) • Naturalista: Adelbert von Chamisso (1781-1838) • Médico-naturalista: Johann Friedrich von Eschscholtz (1793-1831) | Eschscholtz, Entdeckungs- Reise in die Süd- See und nach der Berings- Strasse zur Erforschung einer nordöstlichen Durchfahrt, unternommen in den Jahren 1815, 1816, 1817 und 1818, auf Kosten… des… Grafen Rumanzoff, auf dem Schiffe ″Rurick″, unter dem Befehle des Lieutenants… Otto von Kotzebue… (tres vols., Weimer, 1821) |                           |
| 1815-1818        | RUS             | Esta expedición fue financiada por el canciller de Rusia, el conde Nikolai P. Romanzof, en busca del Paso del Noreste en el mar de Bering. Fueron estudiadas las costas de Alaska y del Pacífico Sur. También se realizó la cartografía de 36 islotes de las islas Marshall. Eschscholtz estudió la botánica especialmente mientras Chamisso se interesó por los animales, especialmente insectos, moluscos y aves. | | |                           |
| 1817-1820        | FRA             | L'Uranie La Physicienne | • Capitán: Louis Claude de Saulces de Freycinet (1779-1842) • Médicos-naturalistas: Joseph Paul Gaimard (1796-1858) y Jean René Constant Quoy (1790-1869) • Botánico: Charles Gaudichaud-Beaupré (1789-1854) • Ilustrador: Jacques Arago (1790-1855) | Freycinet, Voyage autour du monde exécuté sur “L'Uranie“ et “La Physicienne“ (siete vols., París, 1824-1844). J. Arago, Promenade autour du monde pendant les années 1817, 1818, 1819 et 1820, sur les corvettes du roi l'Uranie et la Physicienne, commandées par M. Freycinet, par Js. Arago, dessinateur de l'expédition (París, dos vols., 1822) |                           |
| 1817-1820        | FRA             | Esta expedición francesa exploró la Australia Occidental, la isla de Timor, las Molucas, Samoa y Hawái. El 15 de febrero de 1820, el Uranie quedó seriamente dañado en las islas Malvinas y las colecciones científicas desaparecieron con él. La tripulación estaba viva y se refugió en una isla y fue salvada por casualidad por dos buques de los Estados Unidos, llevándolos el Mercury el 27 de abril a Montevideo. El capitán compró el Mercury y le renombró como La Physicienne. Freycinet había embarcado a bordo a su esposa, disfrazada como un marinero. | | |                           |
| 1819-1821        | FRA             | Le Rhône La Durance | • Capitán: Pierre Henri Philibert (1774-1844) • Botánico: Samuel Perrottet (1793-1870) | |                           |
| 1819-1821        | FRA             | Una de las misiones de esta expedición era reclutar trabajadores en la isla de Java y las Filipinas para instalarse en la Guyana. El botánico Samuel Perrottet (1793-1870) se trasladó a la Guyana para investigar la aclimatación de las plantas transportadas desde Asia. La Durance retornó a Francia en 1820 y Le Rhône el siguiente año. | | |                           |
| 1822-1825        | FRA             | La Coquille | • Capitán: Louis Isidore Duperrey (1786-1865) • Médicos-naturalistas: René Primevère Lesson (1794-1849) y Prosper Garnot (1794-1838) • Astrónomo: enseigne Charles Hector Jacquinot (1796-1879) • Ilustrador: Jules Louis Le Jeune • Hidrógrafo: Victor Charles Lottin (1795-1858) | Lesson et Garnot, Voyage autour du monde exécuté… sur la corvette… La Coquille pendant les années 1822, 1823, 1824 et 1825… (París, seis vol., 1826-30) |                           |
| 1822-1825        | FRA             | El gobierno prefirió confiar la parte científica a los médicos de a bordo, en vez de a naturalistas profesionales. El médico Carnot, sufriendo de disentería, debió de regresar a Europa con algunas de las colecciones reunidas en América del Sur y el Pacífico. El barco que lo llevaba de regreso, el Castle Forbes, encalló y se perdió en el cabo de Buena Esperanza. El capitán Duperrey ya había hecho una gira mundial a bordo de L'Uranie. A bordo de La Coquille se encontraba también Jules Dumont d'Urville (1790-1842) que participó en el estudio de la botánica. | | |                           |
| 1823-1826        | RUS             | Predpriyatiye | • Capitán: Otto von Kotzebue (1787-1846) • Médico-naturalista: Johann Friedrich von Eschscholtz (1793-1831) y el Dr Lenz. | Kotzebue, Reise um die Welt in den Jahren 1823, 24, 25 und 26, von Otto von Kotzebue,… (Weimer, 1830) |                           |
| 1823-1826        | RUS             | Este viaje está diseñado principalmente para fortalecer la presencia rusa en Kamchatka. El barco, construido específicamente para este viaje, zarpó de Kronstadt y llegó a Kamchatka. Otros territorios fueron visitados como las islas de la Sociedad, California, Hawáii, Islas Marianas y Filipinas. Fue durante este viaje descubrió lo que la isla Bikini. 2 400 especímenes fueron recolectados. | | |                           |
| 1824-1825        | RU              | Blonde | • Capitán: George Anson Byron (1789–1868) • Naturalistas: Andrew Bloxam (1801-1878) y James Macrae | Byron, Voyage of H.M.S. Blonde to the Sandwich Islands, in the years 1824-1825. Captain the Right Hon. Lord Byron Commander (Londres, 1826) |                           |
| 1824-1825        | RU              | Este viaje a Hawái llevó los restos del rey Kamehameha II y su esposa, Kamamalu (1802-1824), fallecidos ambos de sarampión durante su visita a Londres. | | |                           |
| 1824-1826        | FRA             | Le Thétis L'Espérance | • Capitanes: Hyacinthe Yves Philippe Florentin de Bougainville (1781-1846) (Le Thétis) y Paul Anne Nourquer-Ducamper • Cirujano-naturalista: François Louis Busseuil (1791-1835) | |                           |
| 1824-1826        | FRA             | La misión de este viaje fue establecer relaciones diplomáticas con Indochina y hacer observaciones geográficas. | | |                           |
| 1825-1828        | RU              | HMS Blossom | • Capitán: Frederick William Beechey (1796-1856) • Médico-naturalista: Alexander Collie (1793-1835) • Naturalista: George Tradescant Lay (1800?-1854) | Beechey, Narrative of a Voyage to the Pacific and Behring's Strait (1831), The Zoology of Captain Beechey's voyage to the Pacific and Behring's Strait (1839) |                           |
| 1825-1828        | RU              | La expedición británica en el mar de Bering intentaba enlazar con la expedición de sir John Franklin (1786-1847) en la boca del río Mackenzie. El Blossom alcanzó punta Barrow, pero no pudo unirse a la expedición de Franklin. Lay, enfermo la mayor parte del viaje, fueron Beechey y Collie quienes realizaron la mayor parte de las recolecciones de especímenes, pero una parte de las colecciones, mal conservadas, no se pudieron usar. | | |                           |
| 1825-1830        | RU              | HMS Adventure HMS Beagle | • Capitán: Phillip Parker King (1793-1856) (Adventure) y Pringle Stokes (?-1828) • Naturalista: James Anderson (1797–1842) | King, Narrative of the first surveying voyage of H. M. ships ″Adventure″ and ″Beagle″, between the years 1826 and 1836, describling their examination of the Southern shores of South-America and the ″Beagle's″ circumnavigation of the world… vols. I. [containing the proceedings of the first expedition, 1826-1830 under the command of captain P. Parker King (Londres, 1839) |                           |
| 1825-1830        | RU              | La expedición tiene como objetivo mejorar los mapas de la costa de América del Sur y sobre todo de la Tierra del Fuego. El capitán King realizó numerosas observaciones hidrológicas. | | |                           |
| 1826-1829        | FRA             | L'Astrolabe | • Capitán: Jules Dumont d'Urville (1790-1842) • Médicos-naturalistas: Joseph Paul Gaimard (1796-1858) y Jean René Constant Quoy (1790-1869) • Farmacéutico-botánico: Pierre Adolphe Lesson (1805-1888) | d'Urville, Voyage de l'Astrolabe (14 vols., 1830-1835) |                           |
| 1826-1829        | FRA             | La misión, encabezada por Dumont d'Urville, fue en busca de los dos barcos de Jean-François de La Pérouse (1741-1788). Se exploraron las costas de Australia, Nueva Zelanda, Fiyi y las islas de la Lealtad. Dumont d'Urville, recibe el navío La Coquille que renombró como L'Astrolabe en honor a una de las naves de La Perouse. | | |                           |
| 1826-1829        | RUS             | Senyavin y Moller | • Capitán: Fiódor Litke (1797-1882) y Mikhail Nikolaievich Staniukovich • Médico-naturalista: Franz Carl Mertens (1764-1831) • Naturalista: Freidrich Heinrich von Kittlitz (1799-1874) • Mineralólogo: Alexander Postels | Litke, Voyage autour du Monde (1835-1836) |                           |
| 1826-1829        | RUS             | Vuelta al mundo rusa en la que se constituyó una importante colección de historia natural: 1000 nuevas especies de insectos, de pájaros, de peces y de otros animales así como 2500 especímenes de plantas, algas y minerales. El objetivo del viaje era reforzar la presencia rusa en Alaska. | | |                           |
| 1827-1828        | FRA             | La Chevrette | • Capitán: Théodore Fabré (1795-1830) • Cirujano-naturalista: Auguste Adolphe Marc Reynaud (1804-?) | |                           |
| 1827-1828        | FRA             | Fue una misión encargada de cartografiar las costas indias. | | |                           |
| 1828-1832        | NED             | Triton e Iris | • Lider: Heinrich Christian Macklot (1799-1832) • Capitán: Jan Jacob Steenboom | |                           |
| 1828-1832        | NED             | Exploración neerlandesa para recolectar especímenes para el Museo de Historia Natural de Leiden. Exploró Nueva Guinea y la isla de Timor. Macklot fue asesinado en Java. | | |                           |
| 1829             | FRA             | La Cybèle | • Capitán: Marie Antoine Chevalier de Robillard (1788-1837) • Zoólogos: G.A. Brullé (1809-1873) y Sextius Delaunay • Botánico: Jean-Marie Despréaux (1794-1843) • Geólogo: Pierre Théodore Virlet d'Aoust (1800-1894) • Artista: Prosper Baccuet (1798-1854) | |                           |
| 1829             | FRA             | Este barco participó en la expedición de Morea. La dirección científica estaba bajo la dirección de Jean-Baptiste Bory de Saint-Vincent (1778-1846). | | |                           |
| 1829-1832        | FRA             | La Favorite | • Capitán: Cyrille Pierre Théodore Laplace (1793-1875) • Naturalista: Joseph Fortuné Théodore Eydoux (1802-1841). | Laplace, Voyage autour du monde par les mers de l'Inde et de Chine, exécuté sur la corvette de l'état La Favorite pendant les années 1830, 1831 et 1832 sous le commandement de M. Laplace capitaine de frégatte; publie par ordre de M. le vice-amiral comte de Rigny ministre de la marine et des colonies (siete vols., de ellos dos de atlas, París, 1833-1839). |                           |
| 1829-1832        | FRA             | La expedición, que deseaba establecer vínculos diplomáticos y comerciales, abandonó Toulon, cruzó el cabo de Buena Esperanza, se detuvo en Puducherry y Madras, luego exploró las costas de Cochinchina y Tonkín, se detuvo en Filipinas, en Australia, Tasmania y Nueva Zelanda. La expedición se consideró un gran éxito, se hicieron muchas observaciones de hidrología y se formó una gran colección de historia natural. | | |                           |
| 1831-1836        | RU              | HMS Beagle | • Capitán: Robert FitzRoy (1805-65) • Médico-naturalista: Benjamin Bynoe (1804-65). • Naturalista: Charles Darwin (1809-1882) | Darwin (editor), The Zoology of the Voyage of H.M.S. Beagle (cinco vols., 1839-1845) |                           |
| 1831-1836        | RU              | Este viaje alrededor del mundo tuvo como objetivo explorar la costa de la Patagonia, de Tierra del Fuego, Chile y Perú. Es conocido por permitir que su naturalista, Darwin, formalizase su teoría de la evolución. | | |                           |
| 1835-1836        | FRA             | La Recherche | • Capitán: François Thomas Tréhouart (1798-1873) • Médico-naturalista: Joseph Paul Gaimard (1796-1858) asistido por Élie Jean-François Le Guillou (1806-después de 1860) (primer viaje) y por Charles René Augustin Léclancher (1804-1857) (2.º viaje) y Louis Eugène Robert | |                           |
| 1835-1836        | FRA             | El teniente François Thomas Tréhouart (1798-1873) dirigió dos expediciones a la costa de Islandia y Groenlandia. El objetivo era encontrar noticias del Bordelaise comandado por Jules de Blosseville (1802-1833) que desapareció en 1833. | | |                           |
| 1836-1839        | FRA             | La Vénus | • Capitán: Abel Aubert du Petit-Thouars (1793–1864) • Ingeniero hidrógrafo: Urbain Dortet de Tessan (1804-1879) • Médico-naturalista: Adolphe Simon Neboux (1806-1844) • Cirujano: Charles René Augustin Léclancher (1804-1857) | Petit-Thouars, Voyage autour du Monde sur la frégate La Vénus (once vols., 1840-1864) |                           |
| 1836-1839        | FRA             | El propósito de esta gira mundial era evaluar los intereses económicos de la caza de ballenas en el norte del Pacífico. | | |                           |
| 1836-1837        | FRA             | La Bonite | • Capitán: Auguste-Nicolas Vaillant (1793-1858) • Médicos-naturalistas: Joseph Fortuné Théodore Eydoux (1803-1841) y Louis François Auguste Souleyet (1811-1852) • Hidrógrafo: Benoît Henri Darondeau (1805-69) • Farmacéutico-botánico: Charles Gaudichaud-Beaupré (1789-1854) | Vaillant, Voyage autour du monde exécuté pendant les années 1836 et 1837 sur la corvette “la Bonite”… (once vols., París, 1841-1852) |                           |
| 1836-1837        | FRA             | Este viaje alrededor del mundo a lo largo de América del Sur, remontó la costa oeste hasta California, cruzó el Pacífico, llegó a Manila, China, India e isla Borbón para regresar a Francia. Se recogieron más de 1000 especies de nuevas plantas y se hicieron muchas observaciones geográficas y meteorológicas. | | |                           |
| 1836-1842        | RU              | HMS Sulphur | • Capitán: sir Edward Belcher (1799-1877) • Médico-naturalista: Richard Brinsley Hinds (1811–1846) | Belcher, Narrative of a Voyage Round the World in HMS Sulphur (dos vols., 1843) ; R.B. Hinds (éditeur), The Zoology of th eVoyage of HMS Sulphur (dos vols., 1843-1844) |                           |
| 1836-1842        | RU              | Este barco exploró la costa pacífica de América y estudió el interior de Nicaragua y El Salvador. Cuando estalló la primera guerra del Opio fue llamado a Singapur y luego participó en la toma de Hong Kong. | | |                           |
| 1837-1840        | FRA             | L'Astrolabe La Zélée | • Capitanes: Jules Dumont d'Urville (1790-1842) (L'Astrolabe), Charles Hector Jacquinot (1796-1879) (La Zélée) • Secretario del comandante: César Desgraz (1816-?) • Médicos-naturalistas: Jacques Bernard Hombron (1798-1852) Cirujano-major de 2.ª clase y Louis Le Breton (1818-1866), Honoré Jacquinot (1815-1887) y Élie Jean François Le Guillou (1806-después de 1860), cirujanos de 3.ª clase. • Naturalista: Pierre Marie Alexandre Dumoutier (1797-1871) • Dibujante: Ernest Goupil (1814-1840) (remplazado a su muerte el 4 de enero de 1840 en Hobart-Town por Louis Le Breton, cirujano de 3.ª clase) • Hidrógrafo-cartógrafo: Clément Adrien Vincendon-Dumoulin (1811-1858)                                                                                     | J. Dumont d'Urville después Clément Adrien Vincendon-Dumoulin asistido por Desgraz, secretario de L’Astrolabe, a partir del Tomo 4: Voyage au pôle sud et dans l'Océanie sur l'Astrolabe et la Zélée (veintitrés vols., 1844-1855). |                           |
| 1837-1840        | FRA             | Circunnavegación y viaje de exploración de la costa de la Antártida. Dumont D'Urville descubrió la Tierra Adelia que lleva el nombre del apellido de su esposa, Adèle. | | |                           |
| 1838-1842        | USA             | Vincennes Peacock | • Capitanes: Charles Wilkes (1798-1877) (Vincennes) y William Levereth Hudson (1794-1862) • Médico-naturalista: J.L. Fox • Naturalistas: Charles Pickering (1805-1878), Titian Ramsay Peale (1799-1885), James Dwight Dana (1813-1895), William Dunlop Brackenridge (1810-1893) | Wilkes, Narrative of the United States Exploring Expedition (veinte vols., 1845-1876) |                           |
| 1838-1842        | USA             | La primera vuelta al mundo financiada por el gobierno de los Estados Unidos. Esta expedición fue mal preparada y de las cinco naves que partieron solo dos regresaron a buen puerto. Las colecciones de historia natural recogidas fueron muy ricas y compuestas por 50 000 especímenes de plantas (alrededor de 10 000 especies) y 4000 ejemplares de animales (la mitad de especies nuevas). | | |                           |
| 1839-1843        | RU              | HMS Erebus HMS Terror | • Capitanes: Sir James Clark Ross (1800-1862) (HMS Erebus) y Francis Crozier (1796-1848) (HMS Terror) • Médicos-naturalistas: Robert McCormick (1800-1890), Joseph Hooker (1817-1911), John Robertson, David Lyall (1817–1895) | Ross, A Voyage of Discovery and Research in the Southern and Antarctic Regions (1847), J.E. Gray et John Richardson, The Zoology of the Voyage of HM Ships Erebus and Terror (1844-1875) |                           |
| 1839-1843        | RU              | Este viaje británico, patrocinado por la Royal Society, tenía como objetivo realizar descubrimientos magnéticos y geográficas en la Antártida. La expedición se preparó con gran cuidado por Ross, ya habituado en el Ártico a la navegación polar. A bordo de los dos navío la expedición abandonó el Reino Unido el 19 de septiembre de 1839, e hicieron escala y exploraron las islas Kerguelen en 1840. Luego alcanzaron Tasmania con el propósito de construir allí un observatorio magnético antes de partir a la Antártida y llevar a cabo una labor de reconocimiento cartográfica notable. El monte Erebus, el mar de Ross, en particular, se descubrieron durante este periplo. Pero después de tres intentos, Ross debió admitir que el polo sur magnético estaba en el interior y que no lo podía alcanzar. Siguiendo los pasos de su tío, John Ross, que realizó los primeros sondeos hidrográficos a gran profundidad (hasta los 4800 m) por medio de cuerdas. Lamentablemente, los especímenes biológicos recogidos, que Ross no supo tratar a tiempo, se descompusieron y se perdieron para siempre.  | | |                           |
| 1841-1844        | FRA             | La Favorite | • Capitán: Théogène François Page (1807-67) • Cirujano-naturalista: Charles René Augustin Léclancher (1804-1857) | |                           |
| 1841-1844        | FRA             | Esta misión exploró el mar de la China Meridional. | | |                           |
| 1842-1846        | RU              | HMS Fly | • Capitán: Francis Price Blackwood (1809-1854) • Médico-naturalista: Benjamin Bynoe (1804-65) • Naturalistas: Joseph Beete Jukes (1811-69) y John MacGillivray (1821-1867) | Jukes, Narrative of the surveying voyage of H. M. S. ″Fly″, commanded by captain F. P. Blackwood,… in Torres Strait, New Guinea and other islands of the Eastern Archipelago, during the years 1842-1846, together with an excursion into the interior of the Eastern part of Java (dos vols., 1847) |                           |
| 1842-1846        | RU              | Fue un viaje de estudio de la Gran Barrera de Coral y el norte de Australia. | | |                           |
| 1846-1850        | RU              | HMS Rattlesnake HMS Bramble | • Capitán: Owen Stanley (1811-1850) (Rattlesnake) y Charles Bampfield Yule • Médico-naturalista: Thomas Henry Huxley (1825-1895) • Naturalistas: John MacGillivray (1821-67) y James Fowler Wilcox (1823-1881) | MacGillivray, Narrative of the Voyage of HMS Rattlesnake (1852) |                           |
| 1846-1850        | RU              | Esta expedición exploró la costa norte y noroeste de Australia. El capitán Stanley se suicidó en Sídney en marzo de 1850. | | |                           |
| 1851-1854        | FRA             | Capricieuse | • Capitán: Gaston de Rocquemaurel (1804–1878) • Segundo: Jules Duroch | La narrativa del viaje quedó sin publicar |                           |
| 1851-1854        | FRA             | Una expedición francesa circunnavegando el mundo a través del cabo de Hornos, deteniéndose en Tahití y Ualan para determinar un meridiano astronómico destinado a futuros viajes en el Pacífico, y luego llegar a China. Allí, el barco realizó varias misiones de exploración, entre ellas, en julio-agosto de 1852, en los mares de Corea y Japón (entonces muy poco conocidos en Europa) y en las costas de Kamchakta, completamente desconocidas desde la expedición de La Pérouse. La Capricieuse regresó a Francia a través de cabo de Buena Esperanza. Esta fue la última circunnavegación global francesa a vela. | | |                           |
| 1851-1853        | SUE             | Eugenie | • Capitán: Christian Adolf Virgin (1797-1870) • Médico-naturalista: Johan Gustaf Hjalmar Kinberg (1820-1908) • Naturalista: Nils Johan Andersson (1821-1880) | Andersson, Fregatten “Eugenies” resa omkring jorden åren 1851-1853, under befäl af C. A. Virgin, utgifven af C. Skogman… (Estocolmo, 1856) |                           |
| 1851-1853        | SUE             | Esta fragata sueca recogió una rica colección de historia natural. Contribuyó a la captura de Manuel Briones, un ladrón que se había apoderado de un ballenero estadounidense, el George Howland que había sembrado el terror en la costa de Ecuador | | |                           |
| 1852-1863        | RU              | HMS Herald | • Capitán: Sir Henry Mangles-Denham (1800-1887) • Naturalistas: John MacGillivray (1821-1867) | Edward Forbes (1815-1854), The zoology of the voyage of H. M. S. Herald, under the command of Captain Henry Kellett,… during the years 1845-51 (Londres, 1854) |                           |
| 1852-1863        | RU              | Fueron estudiadas las costas de Australia y Fiyi, continuando así la misión del HMS Rattlesnake. A raíz de desacuerdos con el capitán, el naturalista MacGillivray desembarcó en Sídney en enero de 1854. | | |                           |
| 1853-1855        | USA             | Vincennes Porpoise | • Capitán: John Rodgers (1812-1882) • Naturalistas: William Stimpson (1832-1872) y Charles Wright (1811-1885) | Debido al estallido de la guerra civil americana, no hay registro de este viaje, los descubrimientos científicos se publicaron por separado de las revistas científicas. |                           |
| 1853-1855        | USA             | Este viaje estadounidense exploró la costa de Japón, de China, de Siberia y de Kamchatka, antes de pasar el cabo de Buena Esperanza y regresar a los Estados Unidos. El Porpoise naufragó debido a un tifón en 1854. | | |                           |
| 1857-1860        | AUT             | SMS Novara | • Capitán: Bernhard von Wüllerstorf-Urbair (1816-1883) • Naturalistas: Ferdinand von Hochstetter (1829-1884), Georg von Frauenfeld (1807-1873) y Johann Zelebor (1819-1869) | Reise der österreichischen Fregatte Novara um die Erde in den Jahren 1857, 1858, 1859 unter den Befehlen des Commodore B. von Wüllerstorf-Urbair (1864-1875) |                           |
| 1857-1860        | AUT             | El emperador de Austria organizó esta expedición científica diseñada para mostrar la pujanza de la corona. Partió de Trieste en abril de 1857 y, tras superar el cabo de Buena Esperanza, llegó a las Filipinas, Australia y Nueva Zelanda. Catorce de los cuarenta y cuatro cañones fueron dejados en tierra para hacer más espacio para las colecciones científicas. | | |                           |
| 1860             | RU              | HMS Bulldog | • Capitán: Francis Leopold McClintock (1819-1907) • Naturalista: George Charles Wallich (1815-1899) | The North Atlantic Sea-Bed; comprising a diary of the voyage on board H. M. S. Bulldog, in 1860, and observations on the presence of animal life, and the formation and nature of organic deposits, at great depths in the ocean (1862) |                           |
| 1860             | RU              | Viaje oceanográfico de estudio para la instalación de un cable telegráfico submarino en el Atlántico Norte. | | |                           |
| 1865-1868        | ITA             | Magenta | • Capitán: Vittorio Arminjon (1830-1897) • Naturalistas: Filippo De Filippi (1814-1867) y Enrico Hillyer Giglioli (1845-1909) | Giglioli, Note intorno alla distribuzione della Fauna Vertebrata nell' oceano prese durante un viaggio intorno al globo 1865-68 (1870) y Viaggio intorno al globo della r. pirocorvetta italiana ″Magenta″ negli anni 1865-66-67-68, sotto il comando del capitano di fregata V. F. Arminjon. Relazione descrittiva e scientifica pubblicata sotto gli auspici del ministero di Agricoltura, industria e commercio dal dottore Enrico Hillyer Giglioli… Con una introduzione etnologica di Paolo Mantegazza (Milan, 1875) |                           |
| 1865-1868        | ITA             | Fue un viaje alrededor del mundo organizado por Italia que realizó importantes observaciones científicas en América del Sur. El propósito del viaje también era establecer relaciones diplomáticas con China y Japón, sin mucho éxito. | | |                           |
| 1865             | RU              | HMS Curaçoa | • Capitán: William Wiseman • Naturalista: Julius Lucius Brenchley (1816-1873) | Brenchley, Jottings during the cruise of H. M. S. Curoçoa among the south sea islands in 1865 (Londres, 1873) |                           |
| 1865             | RU              | Esta expedición partió de Sídney en junio de 1865 y exploró muchas islas del Pacífico. Uno de sus objetivos era castigar a los habitantes de las islas Tanna por haber maltratado a un misionero. Las colecciones recolectadas por Brenchley fueron tratadas por varios especialistas, como George Robert Gray (1808-1872) las aves o Albert Charles Lewis Günther (1830-1914) los peces y reptiles. | | |                           |
| 1868 y 1869-1870 | RU              | HMS Lightning HMS Porcupine | • Capitanes: May (Lightning) y Killwick Calver (1813–1892) (Porcupine) • Naturalistas: Sir Charles Wyville Thomson (1830–1882) y William Benjamin Carpenter (1813-1885) | The Depths of the Sea: An Account of the General Results of the Dredging Cruises of H.M.SS. 'Porcupine' and 'Lightning' During the Summers of 1868, 1869, and 1870, Under the Scientific Direction of Dr. Carpenter, J. Gwyn Jeffreys, and Dr. Wyville Thomson |                           |
| 1868 y 1869-1870 | RU              | Dos viajes de exploración oceanográfica en el Atlántico y el mar Mediterráneo. | | |                           |
| 1874-1876        | ALE             | SMS Gazelle | • Capitán: barón von Schleinitz (1834-1910) • Naturalistas: Theophil Studer (1845-1922), Friedrich Carl Naumann, Carl Hüsker • Astrónomos: Karl Börgen (1843-1909), Ladislaus Weinek (1848-1913), Arthur Wittstein | Die Forschungsreise S.M.S. 'Gazelle' in den Jahren 1874 bis 1876 unter Kommando des Kapitän zur See Freiherrn von Schleinitz, Siegfried Mittler & Sohn, Berlín, 1889-1890, cinco vol. |                           |
| 1874-1876        | ALE             | Este viaje alrededor del mundo fue organizado por el Departamento de la Marina Imperial alemana para estudiar los fondos marinos del Atlántico Sur, las grandes corrientes del ecuador y de alrededor de Nueva Guinea. Otro objetivo era estudiar el tránsito de Venus observándolo desde las islas Kerguelen (octubre de 1874-febrero de 1875) y Mauricio. La SMS Gacela abandonó Kiel el 21 de junio de 1874 y regresó el 28 de abril de 1876. Pasó por las costas de África Occidental y el cabo de Buena Esperanza, luego se estacionó durante varios meses en las islas Kerguelen, después cruzó los mares del sur hasta Oceanía, luego pasó el estrecho de Magallanes y subió por el Atlántico por las Azores, para luego regresar a Kiel. | | |                           |
| 1873-1876        | RU              | HMS Challenger | • Capitán: George Nares (1831-1915) • Naturalistas: Charles Wyville Thomson (1830-1882), Henry Nottidge Moseley (1844–1891) y Rudoph von Willemoes-Suhm (1847-1875) • Oceanógrafo: J.Y. Buchanan (1844-1925) y John Murray (1841-1914) | Thomson, Report on the scientific results of the voyage of H. M. S. ″Challenger″ during the years 1873-76… prepared under the superintendence of the late Sir C. Wyville Thomson,… and now of John Murray,… (cincuenta vols., Londres, 1880-1895) |                           |
| 1873-1876        | RU              | Una gira mundial (durante la cual se cubrieron unas 68 000 millas náuticas (126 000 km), organizada por la Royal Society en cooperación con la Universidad de Edimburgo. C.W. Thomson dirigió un amplio equipo de científicos. | | |                           |
| 1875-1876        | RU              | HMS Alert HMS Discovery | • Capitán: George Strong Nares (1831-1915) • Médicos-naturalistas: Richard William Coppinger (1847-1910) y Edward Lawton Moss • Naturalistas: Henry Chichester Hart (1847-1908) y Henry Fielden. | Nares, Narrative of a voyage to the Polar Sea during 1875-6 in H. M. ships “Alert” and “Discovery” (Londres, 1878) |                           |
| 1875-1876        | RU              | Esta expedición británica en el Ártico tuvo por objeto establecer el Polo Norte geográfico y magnético. | | |                           |
| 1879-1881        | USA             | USS Jeannette | • Capitán: George Washington DeLong | |                           |
| 1879-1881        | USA             | La Expedición Jeannette, oficialmente Expedición al Ártico de los Estados Unidos, fue una expedición comandada por DeLong entre 1879 y 1881 en el USS Jeannette para ser el primero en llegar al Polo Norte por el Pacífico y el estrecho de Bering, basándose en el principio de que una corriente templada, el Kuroshio, fluía hacia el norte en el Estrecho, proporcionando así una puerta de entrada a un mar abierto del polo. Esta teoría resultó ser ilusoria: la nave y sus treinta y tres tripulantes quedaron atrapados por el hielo y la deriva durante casi dos años antes de ser aplastados por la presión del hielo y la nave hundida. Al norte de la costa siberiana, DeLong condujo a sus hombres en un peligroso viaje en el hielo. Durante ese viaje, y después de la separación del equipo en tres grupos durante una tormenta, DeLong y veinte de sus compañeros murieron. | | |                           |
| 1881             | USA             | USRC Thomas Corwin | • Capitán: Calvin Leighton Hooper • Naturalista: Edward William Nelson (1855-1934) | |                           |
| 1881             | USA             | Varias expediciones se realizaron en el mar de Bering como esta de 1881. Se trataba de encontrar la desaparecida Jeannette así como dos balleneros más. Fue descubierta isla Wrangell (Estados Unidos) en agosto de 1881 con el desembarco del famoso explorador John Muir y la tripulación del barco de infantes de marina Thomas Corwin. El desembarco en la boca del río Clark fue ilustrado por Muir en su libro The Cruise of the Corwin. Dos semanas después de que Corwin tomara posesión, el USS John Rodgers realizó una encuesta completa de la isla, que resultó ser igual al tamaño de Rhode Island y Delaware combinados. | | |                           |
| 1882-1883        | FRA             | La Romanche | • Capitán: Louis-Ferdinand Martial (1836-1885) • Oficiales / fotógrafoss: Payen, Doze • Botánicos: E. Bescherelle, Paul Hariot, Adrien Franchet, Paul Petit • Médico/géologo/antropólogo: Paul Hyades • Ornitólogo: Émile Oustalet | Martial: «Mission du Cap Horn, histoire du voyage » en Revue Maritime et Coloniale (1888) |                           |
| 1882-1883        | FRA             | El barco de la armada francesa La Romanche emprendíó una expedición multidisciplinar francesa llamada «Misión científica del cabo de Hornos» (Mission scientifique du Cap Horn) en la que pasaron siete semanas en el sur de Tierra del Fuego, una región aún en gran parte desconocida. Un equipo descendió a tierra para realizar estudios meteorológicos, astronómicos, zoológicos y botánicos, pero también etnológicos. Otro equipo permaneció a bordo y luego navegó a lo largo de la costa para hacer estudios cartográficos e hidrográficos. Luego, desde octubre de 1882 hasta agosto de 1883, La Romanche realizó siete viajes entre Punta Arenas y las islas del extremo sur del continente y una estadía de una docena de días en Malvinas. De regreso a Francia descubrió en el Atlántico ecuatorial la fosa marina que lleva el nombre del barco, la fosa Romanche. | | |                           |
| 1886-1896        | USA             | Albatross | • Capitán: Zera Tanner (1835-1906) • Naturalista: Charles Henry Tyler Townsend (1863-1944) | |                           |
| 1886-1896        | USA             | Este barco, que pertenecía a la Comisión de Pesca de los Estados Unidos, llevó a cabo muchas expediciones científicas bajo el liderazgo de Alexander Agassiz (1835-1910). Aunque el objetivo primordial era el inventario y la evaluación de las poblaciones de peces en el Pacífico, se realizaron muchos otros trabajos por Townsend y otros científicos. | | |                           |
| 1897-1898        | BEL             | Bélgica | • Naturalista: Emil Racovita (1868-1947) | |                           |
| 1897-1898        | BEL             | Adrien de Gerlache (1866-1934) adquirió el Patria en 1896 y lo renombró como Bélgica. Dejó Amberes el 16 de agosto de 1897 y pasó el invierno en la Antártida antes de regresar al Reino Unido el 5 de noviembre de 1898. Fue la primera expedición en invernar en la región antártica. | | |                           |
| 1897-1898        | ALE             | Lila and Mattie | • Organizador: Frank Blake Webster y Charles Miller Harris • Naturalista: Rollo Beck (1870-1950) | |                           |
| 1897-1898        | ALE             | El zoólogo y aristócrata Walter Rothschild encargó en 1897 la Expedición Webster-Harris a las islas Galápagos para recolectar tortugas de las Galápagos y aves terrestres. Webster reunió a taxidermistas y naturalistas, incluido Rollo Beck, en un viaje desde junio de 1897 hasta febrero de 1898, aunque el permanecería en el mando (aunque la expedición todavía se llama Webster-Harris por los eruditos). El grupo de Webster sí descubrió al cormorán manco, que Rothschild nombró en honor del taxidermista Charles Miller Harris, un expedicionario. La expedición en la goleta Lila & Mattie está bien descrita en el libro de 1983 tituladoDear Lord Rothschild, de Miriam Rothschild. La historia del tesoro enterrado en la Isla de la Torre relacionada con este viaje fue aparentemente conocida por el capitán Lindbridge durante el viaje, pero la información no se reveló hasta después de que el grupo abandonase la isla. | | |                           |
| 1898-1899        | ALE             | Valdivia | • Capitán: Krech • Naturalista: Carl Chun (1852-1914). | C. Chun (1903), Aus den Tiefen des Weltmeeres. |                           |
| 1898-1899        | ALE             | El proyecto de esta expedición a las regiones antárticas no tuvo gran éxito en el público alemán, y la suscripción lanzada por Georg von Neumayer (1826-1909) no permitió el flete más que de un buque solo en lugar de los dos previstos. Esta expedición alemana partió de Hamburgo el 1 de agosto de 1898, y alcanzó rápidamente el cabo de Buena Esperanza. Aquí comenzó el verdadero propósito de su viaje: el estudio de las aguas profundas. El barco llegó a la banquisa de hielo antártico y redescubrió la isla Bouvet antes de alcanzar las islas Kerguelen. Por vez primera, se aportaron pruebas de las grandes profundidades en la región debido a las campañas de sondeos realizadas. El Valdivia luego alcanzó el océano Índico y estudió sobre todo la costa de Sumatra, antes de regresar a su puerto de origen el 29 de abril de 1899. | | |                           |